# Seznam dílů seriálu Rod draka
Toto je seznam dílů seriálu Rod draka. Americký fantasy televizní seriál Rod draka je premiérově vysílán od 21. srpna 2022 na stanici HBO.

## Přehled řad
| Řada | Díly | Premiéra v USA  | Premiéra v USA | Premiéra v ČR   | Premiéra v ČR  |
| Řada | Díly | První díl       | Poslední díl   | První díl       | Poslední díl   |
| ---- | ---- | --------------- | -------------- | --------------- | -------------- |
| 1    | 10   | 21. srpna 2022  | 23. října 2022 | 22. srpna 2022  | 24. října 2022 |
| 2    | 8    | 16. června 2024 | 4. srpna 2024  | 17. června 2024 | 5. srpna 2024  |

## Seznam dílů

### První řada (2022)
| Č. v seriálu | Č. v řadě | Původní název              | Český název          | Režie            | Scénář                     | Premiéra v USA | Premiéra v ČR  |
| ------------ | --------- | -------------------------- | -------------------- | ---------------- | -------------------------- | -------------- | -------------- |
| 1            | 1         | The Heirs of the Dragon    | Potomci draka        | Miguel Sapochnik | Ryan J. Condal             | 21. srpna 2022 | 22. srpna 2022 |
| 2            | 2         | The Rogue Prince           | Nezvedený princ      | Greg Yaitanes    | Ryan J. Condal             | 28. srpna 2022 | 29. srpna 2022 |
| 3            | 3         | Second of His Name         | Druhý svého jména    | Greg Yaitanes    | Gabe Fonseca a Ryan Condal | 4. září 2022   | 5. září 2022   |
| 4            | 4         | King of the Narrow Sea     | Král Úzkého moře     | Clare Kilner     | Ira Parker                 | 11. září 2022  | 12. září 2022  |
| 5            | 5         | We Light the Way           | Osvítíme cestu       | Clare Kilner     | Charmaine DeGraté          | 18. září 2022  | 19. září 2022  |
| 6            | 6         | The Princess and the Queen | Princezna a královna | Miguel Sapochnik | Sara Hess                  | 25. září 2022  | 26. září 2022  |
| 7            | 7         | Driftmark                  | Náplavomarka         | Miguel Sapochnik | Kevin Lau                  | 2. října 2022  | 3. října 2022  |
| 8            | 8         | The Lord of the Tides      | Pán přílivů          | Geeta V. Patel   | Ellen Shim                 | 9. října 2022  | 10. října 2022 |
| 9            | 9         | The Green Council          | Zelená rada          | Clare Kilner     | Sara Hess                  | 16. října 2022 | 17. října 2022 |
| 10           | 10        | The Black Queen            | Černá královna       | Greg Yaitanes    | Ryan Condal                | 23. října 2022 | 24. října 2022 |

### Druhá řada (2024)
| Č. v seriálu | Č. v řadě | Původní název               | Český název       | Režie          | Scénář         | Premiéra v USA    | Premiéra v ČR     |
| ------------ | --------- | --------------------------- | ----------------- | -------------- | -------------- | ----------------- | ----------------- |
| 11           | 1         | A Son for a Son             | Syn za syna       | Alan Taylor    | Ryan J. Condal | 16. června 2024   | 17. června 2024   |
| 12           | 2         | Rhaenyra the Cruel          | Rhaenyra krutá    | Clare Kilner   | Sara Hess      | 23. června 2024   | 24. června 2024   |
| 13           | 3         | The Burning Mill            | Hořící mlýn       | Geeta V. Patel | David Hancock  | 30. června 2024   | 1. července 2024  |
| 14           | 4         | The Red Dragon and the Gold | Rudý drak a zlatý | Alan Taylor    | Ryan Condal    | 7. července 2024  | 8. července 2024  |
| 15           | 5         | Regent                      | Regent            | Clare Kilner   | Ti Mikkel      | 14. července 2024 | 15. července 2024 |
| 16           | 6         | Smallfolk                   | Prostý lid        | Andrij Parekh  | Eileen Shim    | 21. července 2024 | 22. července 2024 |
| 17           | 7         | The Red Sowing              | Rudá setba        | Loni Peristere | David Hancock  | 28. července 2024 | 29. července 2024 |
| 18           | 8         | The Queen Who Ever Was      | bude oznámeno     | Geeta V. Patel | Sara Hess      | 4. srpna 2024     | 5. srpna 2024     |

### Třetí řada
V červnu 2024 bylo oznámeno objednání třetí řady seriálu.